# 朝日奈丸佳
朝日奈 丸佳（あさひな まどか、1993年12月17日 - ）は、日本の女性声優。静岡県沼津市出身、81プロデュース所属。アミューズメントメディア総合学院声優タレント学科卒業。

## 来歴
テレビアニメ『鋼の錬金術師』を観てエドワード・エルリック役の朴璐美の芝居にひと聞き惚れをして、声優を志す。
2015年に開催された、チェンクロキャラクターボイスオーディションにて、魔神部門最優秀賞を獲得。演技の幅を審査するために設けられた「特技」の披露では、自身で製作した召喚の魔神タクリタンの衣装を公開した。
2016年、『NEW GAME!』桜ねね役で初のメインキャラクターを演じる。2017年、『ひなろじ〜from Luck & Logic〜』リオネス・エリストラートヴァ役で自身初の主人公を演じた。
2019年より、緒方恵美が主催する無料私塾「Team BareboAt」に、オーディションを経て参加している。参加に際して「どうしてももっと上手くなりたい」と事務所のマネージャーを説得したという。
2020年、第14回声優アワードで新人女優賞を受賞。

## 人物
趣味はブルースハープ、和歌。特技は水泳と裁縫である。

## 出演
太字はメインキャラクター。

### テレビアニメ
2015年
- 境界のRINNE（2015年 - 2016年、女子C、女子D） - 2シリーズ
- 探偵チームKZ事件ノート（2015年 - 2016年、立花奈子、女の子、女子生徒A 他）
- プリパラ（2015年 - 2016年、女の子）

2016年
- 霊剣山 星屑たちの宴（受験者）
- ナースウィッチ小麦ちゃんR（真希）
- 宇宙パトロールルル子（生徒星人）
- 12歳。〜ちっちゃなムネのトキメキ〜（女子生徒、ギャル店員、三上さん、スタッフ） - 2シリーズ
- パンでPeace!（河合まい）
- 怪盗ジョーカー（女性C）
- ラブライブ!サンシャイン!!（女子生徒、女子大生、生徒、メイド、ママ）
- NEW GAME!（2016年 - 2017年、桜ねね） - 2シリーズ
- カードファイト!! ヴァンガードG NEXT（女子生徒）
- ポケットモンスター サン&ムーン（2016年 - 2019年、ラップ）

2017年
- リトルウィッチアカデミア（エイブリー、女性、観客）
- 弱虫ペダル シリーズ（2017年 - 2018年、観客） - 2シリーズ
- BanG Dream!（森文華、御手洗きなこ）
- 笑ゥせぇるすまんNEW（OL、子供）
- かみさまみならい ヒミツのここたま（女の子）
- アイドルマスター シンデレラガールズ劇場（女性A）
- ひなろじ〜from Luck & Logic〜（リオネス・エリストラートヴァ）
- アイドルタイムプリパラ（2017年 - 2018年、華園しゅうか）
- 結城友奈は勇者である -鷲尾須美の章-
- URAHARA（みどり）
- キノの旅 -the Beautiful World- the Animated Series（子供）

2018年
- 三ツ星カラーズ（田所）
- からかい上手の高木さん（2018年 - 2022年、ポニーテールの子 / 鷹川すみれ、アナウンス） - 3シリーズ
- ポプテピピック（サブカルクソ女）
- 音楽少女（スタッフ、女子高生、子供）
- 働くお兄さん!の2!（ウグイ須）
- メルクストーリア -無気力少年と瓶の中の少女-（ニャピアス）
- 転生したらスライムだった件（2018年 - 2024年、アンリエッタ） - 2シリーズ
- パズドラ（子供B）
- となりの吸血鬼さん（山田さん妹）

2019年
- かぐや様は告らせたい〜天才たちの恋愛頭脳戦〜（2019年 - 2023年、紀かれん） - 3シリーズ + 特別編
- 八月のシンデレラナイン（少年、本庄千景、向月高校部員）
- ぼくたちは勉強ができない（小美浪あすみ） - 2シリーズ
- カードファイト!! ヴァンガード（新田新右衛門〈幼少期〉）
- とある科学の一方通行（生徒）
- うちの娘の為ならば、俺はもしかしたら魔王も倒せるかもしれない。（使用人、女の子B）
- ハイスコアガールII（コギャルB）
- アズールレーン（2019年 - 2020年、夕暮、旗風）

2020年
- 群れなせ!シートン学園（猿原パン）
- 異種族レビュアーズ（ホライゾンクイーン）
- あひるの空（女子生徒）
- BNA ビー・エヌ・エー（女子）
- 魔王学院の不適合者 〜史上最強の魔王の始祖、転生して子孫たちの学校へ通う〜（2020年 - 2024年、黒服女子、ジェシカ・アーネート） - 3シリーズ
- ガル学。〜聖ガールズスクエア学院〜（アイキラ、観客）
- ミュークルドリーミー（草間二美）

2021年
- たとえばラストダンジョン前の村の少年が序盤の街で暮らすような物語（セレン）
- ワンダーエッグ・プライオリティ（女子生徒）
- 転生したらスライムだった件 転スラ日記（アンリエッタ）
- BLUE REFLECTION RAY/澪（少女）
- NIGHT HEAD 2041（大路まり花）
- 86-エイティシックス-（2021年 - 2022年、ニーナ・ランツ）
- カードファイト!! ヴァンガード overDress（2021年 - 2022年、女生徒、生徒） - 3シリーズ

2022年
- くノ一ツバキの胸の内（ウイキョウ）
- 咲う アルスノトリア すんっ!（ウィッカ）
- ななし怪談（2022年 - 2023年、茲） - 2シリーズ
- 陰の実力者になりたくて!（2022年 - 2023年、ガンマの配下、カナ） - 2シリーズ

2023年
- 久保さんは僕を許さない（美穂）
- クールドジ男子（女性）
- お隣の天使様にいつの間にか駄目人間にされていた件（女子生徒）
- 異世界はスマートフォンとともに。2（ハイロゼッタ）
- 絆のアリル（サポートバニティ） - 2シリーズ
- MIX MEISEI STORY 2ND SEASON 〜二度目の夏、空の向こうへ〜（テニス部員）
- アリス・ギア・アイギス Expansion（子供）
- 僕の心のヤバイやつ（2023年 - 2024年、間宮先輩） - 2シリーズ
- てんぷる（ミア・クリストフ）
- はたらく魔王さま!!（サトウツバサ / アシエス・アーラ）
- あやかしトライアングル（そうはちぼん）
- AIの遺電子（美少女生徒会長）
- アイドルマスター ミリオンライブ！（ソフト部女子部員）
- 新しい上司はど天然（広報）
- ドラえもん（テレビ朝日版第2期）（テレビのヒロイン）
- カノジョも彼女 Season 2（店員）

2024年
- 姫様“拷問”の時間です（ミケにゃん）
- 花野井くんと恋の病（新入生）
- エルフさんは痩せられない。（頼加、子供）
- 2.5次元の誘惑（コスプレイヤー バキ子）
- 僕の妻は感情がない（センジュ）
- 天穂のサクナヒメ（船員A）
- ぷにるんず ぷに2（2024年 - 2025年、ともるん）
- きのこいぬ（山本）
- さようなら竜生、こんにちは人生（マール）
- マーダーミステリー・オブ・ザ・デッド（るみな）
- るろうに剣心 -明治剣客浪漫譚- 京都動乱（2024年 - 2025年、チャウチャウガールズ）
- 村井の恋（女教師）

2025年
- SAKAMOTO DAYS（女の子、女）
- 九龍ジェネリックロマンス（メイドB）
- 人妻の唇は缶チューハイの味がして（夏野藍） - オンエア版
- うたごえはミルフィーユ（生徒たち）
- 宇宙人ムームー（園児たち）
- 特装合体ロボ ジョブレイバー（ガソリンスタンドジョブロイド NEO）

### 劇場アニメ
- とびだすプリパラ み〜んなでめざせ!アイドル☆グランプリ（2015年）[39]
- KING OF PRISMシリーズ（2016年 - 2017年、歓声[40]） - 2作品
- 劇場版 プリパラ&キラッとプリ☆チャン 〜きらきらメモリアルライブ〜（2018年、華園しゅうか）
- ラブライブ!サンシャイン!! The School Idol Movie Over the Rainbow（2019年、女子生徒）
- 竜とそばかすの姫（2021年）
- アイの歌声を聴かせて（2021年、女子生徒）
- 劇場版 からかい上手の高木さん（2022年、鷹川）
- 映画 ゆるキャン△（2022年、女子高生）

### OVA
- 12歳。（2015年、女子3[41]） - 『ちゃお』2015年10月号
- ある日 犬の国から手紙が来て（2015年、客3[41]） - 『ちゃお』2015年10月号
- アイドルマスター シンデレラガールズ劇場（2017年、少女） - 第2巻特典DVD
- ぼくたちは勉強ができない（2019年 - 2020年、小美浪あすみ）- コミックス第14・16巻アニメBD同梱版
- かぐや様は告らせたい?〜天才たちの恋愛頭脳戦〜（2021年、紀かれん） - コミックス第22巻OVA付き同梱版
- てんぷる（2023年、ミア・クリストフ） - 上・下の巻

### Webアニメ
- BROTHERHOOD FINAL FANTASY XV（2016年、メイド）
- カラダ探し（2017年、鳴戸理恵[42]）
- ちびあいりんのゆるやかな日常（2018年）
- アイドルランドプリパラ（2021年 - 2022年、華園しゅうか）
- はたらく魔王さま!! ちいちゃい!魔王さま!!（2023年、アシエス・アーラ）
- Leo/need - Journey to Bloom『STELLA』（2023年、女生徒）
- MORE MORE JUMP! - Journey to Bloom『HOPE』（2023年、女生徒）
- 25時、ナイトコードで。- Journey to Bloom『SELF』（2023年、女生徒）
- Duel Masters LOST 〜月下の死神〜（2025年、幼い凶死郎[初出 1]）

### ゲーム
2015年
- アブナイ恋の捜査室 〜Eternal Happiness〜（紗弓）
- 俺タワー -Over Legend Endless Tower-（鉄筋カッター、小型除雪機）
- 幻獣契約クリプトラクト（2015年 - 2023年、セーラ、チェイニー、コーニッシュ、ポリシュ＝レイ）
- 戦国姫譚MURAMASA-雅-（六角義賢、大内義隆）
- チェインクロニクル（タクリタン）

2016年
- Battleship Girl -鋼鉄少女-（ワシントン、ウィリアム・D・ポーター、プリンツ・オイゲン）
- クイズRPG 魔法使いと黒猫のウィズ（アネーロ・フェサ、ファラフォリア、ミュウ・フォルトゥナ、ミュウ・レイヴェン、ヨッココ・ルボア、ナイア・クウル）
- クロノスブレイド（メデューサ など）
- 蒼空のリベラシオン（ヘリー）
- SOUL REVERSE ZERO（マリンカ、グルウェイグ、菊姫、小野小町、ヘンゼル）
- ブレイブソード×ブレイズソウル（ベルフェネス）

2017年
- SEVENTH DARK（天使系アイドル・ミレイユ）
- 異世界でカフェを開店しました。（ヘレナ・チェスター）
- ガールズ&パンツァー 戦車道大作戦！（桜ねね）
- 戦国アスカZERO（桜ねね）
- NEW GAME! -THE CHALLENGE STAGE!-（桜ねね）
- 八月のシンデレラナイン（本庄千景）
- 白猫プロジェクト（2017年 - 2023年、セーラ・マーニ、ファビオラ、フィリア）
- マギアレコード 魔法少女まどか☆マギカ外伝（2017年 - 2022年、都ひなの）
- リトルウィッチアカデミア 時の魔法と七不思議（エイブリー）
- アズールレーン（神風、松風、旗風、夕暮）
- 天華百剣 -斬-（古今伝授の太刀）
- アイドルタイムプリパラ（しゅうか）

2018年
- きららファンタジア（桜ねね）
- プリパラ オールアイドルパーフェクトステージ!（華園しゅうか）
- オンゲキ（結城莉玖）
- アークザラッド R（ミズハ）
- 恒星少女 -Do The Scientists Dream of Girls'Asterism?-（ボテイン）
- 刀使ノ巫女 刻みし一閃の燈火（鴨ちなみ）
- BORDER BREAK（デヒテラ）

2019年
- キュイジーヌディメンション（饅頭）
- トリカゴ スクラップマーチ（サクヤ）
- 荒野のコトブキ飛行隊 大空のテイクオフガールズ!（スタコ）

2020年
- とある魔術の禁書目録 幻想収束（娘々）
- ブラウンダスト（イェヴナ）
- Death end re;Quest2（ロッテン・ドールハート）
- 九龍妖魔學園紀 ORIGIN OF ADVENTURE（椎名リカ）
- ブリガンダイン ルーナジア戦記（ジャズ）
- ステラバラード（神官）
- Fate/Grand Order（2020年 - 2025年、ヴリトラ）

2021年
- イドラ ファンタシースターサーガ（ミラベル）
- 蒼藍の誓い ブルーオース（龍驤、エディンバラ）
- モナーク/Monark（愛川千代）
- Re:ステージ!プリズムステップ（結城莉玖）

2022年
- たとえばラストダンジョン前の村の少年が序盤の街で暮らすような物語～ドタバタ英雄譚～（セレン）

2023年
- えとはなっ!～干支っ娘・花札バトル～（入渦アイラ）
- アイドルランドプリパラ（華園しゅうか）
- レスレリアーナのアトリエ 〜忘れられた錬金術と極夜の解放者〜（ミュー）
- リアセカイ（ミヤビ）

2024年
- タワーオブスカイ（シーサス）
- Library of Ruina（エリー）
- 聖剣伝説 VISIONS of MANA（アナグマ）
- Death end re;Quest Code Z（ロッテン・ドールハート）

### ドラマCD
- アイドルマスター ミリオンライブ! 第2巻オリジナルCD付き特別版（2015年、女子生徒C[80]）
- TVアニメ「NEW GAME!」ドラマCD（2016年、桜ねね[81]）
- たとえばラストダンジョン前の村の少年が序盤の街で暮らすような物語 第9巻ドラマCD付き特装版（2020年、セレン）
- Cheer球部! 1st応援歌「HIT&CHEER!」（2020年、橘カンナ[82]）

### 吹き替え
- おっはよー!アンクル・グランパ

### ラジオ
※はインターネット配信。
- RADIO NEW GAME! 〜あおっちとねねっちの進捗報告会!〜（2017年、HiBiKi Radio Station※）
- 朝日奈丸佳の本気!アニラブ（2018年 - 、超!A&G+※）[83]

### テレビ番組
※はインターネット配信。
- 朝日奈丸佳の夜はここで待ち合わせ（2021年 - 、OPENREC.tv※）[84]

### ナレーション
- 生放送月刊きょうの料理（NHK Eテレ：2016年7月10日）

### CM・PV
- アニマックスCAFE CM（顔出し[85]）
- LINE ゲットリッチ PV（ナレーション[86]）
- HappyElements/ラストピリオド -終わりなき螺旋の物語- CM（ナレーション[87]）
- ハッピーマリオネット PV（2023年、今河[88]）

### オーディオブック
- GJ部（2019年 - 2022年、天使真央[89][90][91]）
- 羽月莉音の帝国（2020年、羽月莉音[92]）
- 夏へのトンネル、さよならの出口（2020年、川崎小春[93]）
- デスペラード ブルース（2020年、舞浜歌織[94]）
- 夏の終わりとリセット彼女（2021年、桜間友里[95]）
- 女子高生と魔法のノート（2021年、結月[96]）
- GJ部中等部（2022年、天使真央[97]）

### デジタルコミック
- キング様のいちばん星（2021年、梓[98]）
- メンタル強め美女白川さん（2022年、朝比奈林檎[99]）
- 身代わり婚約者なのに、銀狼陛下がどうしても離してくれません!（2023年、エーファ[100]）

### その他コンテンツ
- ひなろじ〜from Luck & Logic〜 soloeteボイスアクリルキーホルダー（2017年、リオネス・エリストラートヴァ）
- オリジナル朗読劇「お化けなんて全然怖くない。」[101]（2018年11月1日 - 4日、築地ブディストホール）
- ぱちんこ ガラスの仮面（2020年、水無月さやか[102]）
- 会話劇 魔法少女リズとナルビーの日常（2021年、ナルビー[103]）
- 声優e-Sports部 4期生（2022年10月 - ）YouTubeでのゲーム実況

## ディスコグラフィ

### キャラクターソング
| 発売日         | 商品名                                                                                          | 歌 | 楽曲                                                                        | 備考                                                                                            |
| -------------- | ----------------------------------------------------------------------------------------------- | --- | --------------------------------------------------------------------------- | ----------------------------------------------------------------------------------------------- |
| 2016年12月21日 | NEW GAME! キャラクターソングCD Lv.4                                                             | 篠田はじめ（戸田めぐみ）、桜ねね（朝日奈丸佳）                                                                           | 「ミラクル☆マジカル☆ムーンレンジャー」                                      | テレビアニメ『NEW GAME!』関連曲                                                                 |
| 2017年8月9日   | TVアニメ『ひなろじ～from Luck & Logic～』エンディング&キャラソンミニアルバム                    | リオネス・エリストラートヴァ（朝日奈丸佳）、ニーナ・アレクサンドロヴナ（山村響）、京橋万博（高森奈津美）                 | 「ベィビィバード！〜ガクエンロジック〜」                                    | テレビアニメ『ひなろじ〜from Luck & Logic〜』関連曲                                             |
| 2017年8月9日   | TVアニメ『ひなろじ～from Luck & Logic～』エンディング&キャラソンミニアルバム                    | リオネス・エリストラートヴァ（朝日奈丸佳）、ニーナ・アレクサンドロヴナ（山村響）                                         | 「Foreigner Song 〜フォーリナーの唄〜」                                     | テレビアニメ『ひなろじ〜from Luck & Logic〜』関連曲                                             |
| 2017年9月27日  | VOCAL STAGE 3                                                                                   | 桜ねね（朝日奈丸佳）、阿波根うみこ（森永千才）                                                                           | 「BUG! BUG! SURVIVAL!」                                                     | テレビアニメ『NEW GAME!!』関連曲                                                                |
| 2017年12月6日  | アイドルタイムプリパラ♪ソングコレクション 〜ゆめペコおかわり！〜                                | 華園しゅうか（朝日奈丸佳）                                                                                               | 「Miss.プリオネア」                                                         | テレビアニメ『アイドルタイムプリパラ』挿入歌                                                    |
| 2018年3月25日  | GAME PriPara Music Collection vol.5                                                             | しゅうか（朝日奈丸佳）                                                                                                   | 「Step! Step! Step!」                                                       | ゲーム『アイドルタイムプリパラ』関連曲                                                          |
| 2018年9月22日  | GAME PriPara Music Collection vol.7                                                             | ゆい（伊達朱里紗）、にの（大地葉）、みちる（山田唯菜）、しゅうか（朝日奈丸佳）                                           | 「ワクワクO’clock」                                                         | ゲーム『アイドルタイムプリパラ』関連曲                                                          |
| 2018年9月22日  | GAME PriPara Music Collection vol.7                                                             | しゅうか（朝日奈丸佳）                                                                                                   | 「ワクワクO’clock」                                                         | ゲーム『アイドルタイムプリパラ』関連曲                                                          |
| 2018年12月19日 | ONGEKI Vocal Collection 02                                                                      | ⊿TRiEDGE | 「本能的 Survivor」                                                         | ゲーム『オンゲキ』関連曲                                                                        |
| 2018年12月19日 | ONGEKI Vocal Collection 02                                                                      | 結城莉玖（朝日奈丸佳）                                                                                                   | 「P!P!P!P!がおー!!」 「本能的 Survivor」                                    | ゲーム『オンゲキ』関連曲                                                                        |
| 2019年4月6日   | 始まりの合図                                                                                    | Clutch! | 「ALL FOR ONE★」 「Revolution No.9」                                        | ゲーム『八月のシンデレラナイン』関連曲                                                          |
| 2019年4月17日  | 百華繚乱                                                                                        | 今剣（畑中万里江）、古今伝授の太刀（朝日奈丸佳）、北谷菜切（下地紫野）                                                   | 「北風と、そよぐ、恋浪漫。」                                                | ゲーム『天華百剣 -斬-』関連曲                                                                   |
| 2019年7月31日  | トリカゴ スクラップマーチ キャラクターソング UNIT5「Maternal×Eternal=Love」                     | シエラ（原由実）、サクヤ（朝日奈丸佳）                                                                                   | 「Maternal x Eternal = Love」                                               | ゲーム『トリカゴ スクラップマーチ』関連曲                                                       |
| 2019年9月11日  | プロミス！リズム！パラダイス！                                                                  | 月川ちり（大森日雅）、華園しゅうか（朝日奈丸佳）                                                                         | 「ゴー！ゴー！ゴージャス！」                                                | アニメ・ゲーム『プリパラ』関連曲                                                                |
| 2019年9月11日  | プロミス！リズム！パラダイス！                                                                  | 華園しゅうか（朝日奈丸佳）                                                                                               | 「メイクマニー・メイクドリーム」                                            | アニメ・ゲーム『プリパラ』関連曲                                                                |
| 2019年9月11日  | プロミス！リズム！パラダイス！                                                                  | PRI-Crew Friends | 「Crew-Sing! Friend-Ship♡」                                                 | アニメ・ゲーム『プリパラ』関連曲                                                                |
| 2019年10月13日 | グラウンドの響                                                                                  | Clutch! | 「摩擦主義」 「Summer Soul...」                                             | ゲーム『八月のシンデレラナイン』関連曲                                                          |
| 2019年10月30日 | Can now, Can now                                                                                | Study | 「Can now, Can now」                                                        | テレビアニメ『ぼくたちは勉強ができない！』オープニングテーマ                                    |
| 2019年10月30日 | Can now, Can now                                                                                | Study | 「関係≧方程式」                                                             | テレビアニメ『ぼくたちは勉強ができない！』エンディングテーマ                                    |
| 2019年11月27日 | ぼくたちは勉強ができない BD・DVD第6巻特典CD                                                     | 小美浪あすみ（朝日奈丸佳）                                                                                               | 「小妖精ファイターあしゅみぃ伝説」                                          | テレビアニメ『ぼくたちは勉強ができない』関連曲                                                  |
| 2020年5月27日  | ぼくたちは勉強ができない！ BD・DVD第5巻特典CD                                                   | 小美浪あすみ（朝日奈丸佳）                                                                                               | 「明日見あげる場所」                                                        | テレビアニメ『ぼくたちは勉強ができない！』関連曲                                                |
| 2020年6月24日  | ONGEKI Vocal Party 01                                                                           | ⊿TRiEDGE | 「Let's Starry Party!」                                                     | ゲーム『オンゲキ』関連曲                                                                        |
| 2020年6月24日  | ONGEKI Vocal Party 01                                                                           | 結城莉玖（朝日奈丸佳）                                                                                                   | 「Let's Starry Party!」                                                     | ゲーム『オンゲキ』関連曲                                                                        |
| 2020年10月28日 | ONGEKI Vocal Party 02                                                                           | ⊿TRiEDGE | 「撩乱乙女†無双劇」                                                         | ゲーム『オンゲキ』関連曲                                                                        |
| 2020年10月28日 | ONGEKI Vocal Party 02                                                                           | 結城莉玖（朝日奈丸佳）                                                                                                   | 「撩乱乙女†無双劇」                                                         | ゲーム『オンゲキ』関連曲                                                                        |
| 2021年2月24日  | 魔王学院の不適合者 〜史上最強の魔王の始祖、転生して子孫たちの学校へ通う〜 BD・DVD第6巻特典CD    | アノス・ファンユニオン                                                                                                   | 「世界が愛に満ちるように」                                                  | テレビアニメ『魔王学院の不適合者 〜史上最強の魔王の始祖、転生して子孫たちの学校へ通う〜』挿入歌 |
| 2021年4月25日  | 灼けつくエール                                                                                  | Clutch! | 「炎天宣誓歌」 「八月のエバーグリーン」                                     | ゲーム『八月のシンデレラナイン』関連曲                                                          |
| 2021年4月28日  | ONGEKI Vocal Party 04                                                                           | 東雲つむぎ（和泉風花）、結城莉玖（朝日奈丸佳）                                                                           | 「キミは"見ていたね"？」                                                    | ゲーム『オンゲキ』関連曲                                                                        |
| 2021年4月28日  | ONGEKI Vocal Party 04                                                                           | 結城莉玖（朝日奈丸佳）                                                                                                   | 「キミは"見ていたね"？」                                                    | ゲーム『オンゲキ』関連曲                                                                        |
| 2021年6月30日  | ONGEKI Sound Collection 05 STARRED HEART                                                        | 星咲あかり（赤尾ひかる）、結城莉玖（朝日奈丸佳）、九條楓（佳村はるか）、珠洲島有栖（長縄まりあ）、東雲つむぎ（和泉風花） | 「STARRED HEART」                                                           | ゲーム『オンゲキ』関連曲                                                                        |
| 2021年6月30日  | ONGEKI Sound Collection 05 STARRED HEART                                                        | 結城莉玖（朝日奈丸佳）                                                                                                   | 「STARRED HEART」                                                           | ゲーム『オンゲキ』関連曲                                                                        |
| 2021年7月21日  | 百華繚乱 参                                                                                     | 大倶利伽羅（日野まり）、古今伝授の太刀（朝日奈丸佳）、骨喰藤四郎（澤田美晴）                                             | 「ちょこれいとせんそう！」                                                  | ゲーム『天華百剣 -斬-』関連曲                                                                   |
| 2022年3月30日  | Cheer球部！トップオブダイヤモンド 2nd Battle CD「薄紅のカノン / アーティスティック☆ドリーマー」 | 咲武ヶ丘高校生徒会 | 「青春期オセロ」                                                            | 『Cheer球部!』関連曲                                                                            |
| 2022年7月6日   | くノ一ツバキの胸の内 あかね組音楽集                                                             | ウイキョウ（朝日奈丸佳）、キキョウ（田中美海）                                                                           | 「あかね組活動日誌 ～巳班～」                                               | テレビアニメ『くノ一ツバキの胸の内』エンディングテーマ                                          |
| 2022年7月6日   | くノ一ツバキの胸の内 あかね組音楽集                                                             | あかね組ねうしとらうたつみうまひつじさるとりいぬい                                                                       | 「あかね組活動日誌 ～ねうしとらうたつみうまひつじさるとりいぬい大集合！～」 | テレビアニメ『くノ一ツバキの胸の内』エンディングテーマ                                          |
| 2023年8月9日   | おいでませ！三日月寺                                                                            | 結月（愛美）、月夜（芹澤優）、海月（山下七海）、ミア（朝日奈丸佳）、カグラ（上坂すみれ）                                 | 「おいでませ！三日月寺」                                                    | テレビアニメ『てんぷる』エンディングテーマ                                                      |
| 2023年8月9日   | おいでませ！三日月寺                                                                            | ミア（朝日奈丸佳）、カグラ（上坂すみれ）                                                                                 | 「カルチャーギャップ・テンプテーション」                                    | テレビアニメ『てんぷる』エンディングテーマ                                                      |
| 2023年8月9日   | おいでませ！三日月寺                                                                            | ミア（朝日奈丸佳） | 「カルチャーギャップ・テンプテーション」                                    | テレビアニメ『てんぷる』関連曲                                                                  |
| 2024年11月13日 | アイドルランドプリパラ ソング♪コレクション OPEN DREAM LAND!                                     | エヴァーゴールド | 「リープ・トゥ・ザ・ゴールデン・イヤー!!!」                                 | Webアニメ『アイドルランドプリパラ』エンディングテーマ・挿入歌                                   |

### その他参加作品
| 発売日         | 商品名                            | 歌        | 楽曲                          | 備考                                                |
| -------------- | --------------------------------- | --------- | ----------------------------- | --------------------------------------------------- |
| 2018年12月29日 | 本気！アニラブ 第13期テーマソング | mirabilis | 「ラブキミレボリューション☆」 | Webラジオ『本気！アニラブ』第13期オープニングテーマ |

### シリーズ一覧
1. ↑  第1シリーズ（2015年）、第2シリーズ（2016年）
2. ↑  ファーストシーズン（2016年）、セカンドシーズン（2016年）
3. ↑  第1期（2016年）、第2期『NEW GAME!!』（2017年）
4. ↑  第3期『NEW GENERATION』（2017年）、第4期『GLORY LINE』（2018年）
5. ↑  第1期（2018年）、第2期『2』（2019年）、第3期『3』（2022年）
6. ↑  第1期（2018年）、第3期（2024年）
7. ↑  第1期（2019年）、第2期『かぐや様は告らせたい？〜天才たちの恋愛頭脳戦〜』（2020年）、第3期『かぐや様は告らせたい-ウルトラロマンティック-』（2022年）、テレビスペシャル『かぐや様は告らせたい-ファーストキッスは終わらない-』（2023年）
8. ↑  第1期（2019年）、第2期『ぼくたちは勉強ができない！』（2019年）
9. ↑  第1期（2020年）、第2期『II』第1クール（2023年）、第2期『II』第2クール（2024年）
10. ↑  Season2（2021年）、続編『will+Dress』Season1（2022年）、続編『will+Dress』Season3（2023年）
11. ↑  第1作（2022年）、第2作（2023年）
12. ↑  1st season（2022年）、2nd season（2023年）
13. ↑  ファーストシーズン（2023年）、セカンドシーズン（2023年）
14. ↑  第1期（2023年）、第2期（2024年）

### 初出話一覧
1. 1 2 3  第4話初出
2. ↑  第10話初出
3. 1 2 3 4 5  第1話初出
4. 1 2  第5話初出
5. ↑  第6話初出
6. ↑  第8話初出
7. ↑  第13話初出
8. 1 2  第2話初出
9. ↑  第41話初出
10. ↑  第31話初出
11. ↑  第11話初出
12. ↑  第9話初出
13. ↑  第3話初出
14. ↑  第19話初出
15. ↑  第7話初出

### ユニットメンバー
1. 1 2 3  高瀬梨緒（久保ユリカ）、結城莉玖（朝日奈丸佳）、藍原椿（橋本ちなみ）
2. 1 2 3  阿佐田あおい（立花理香）、九十九伽奈（白石晴香）、岩城良美（山下七海）、倉敷舞子（佐伯伊織）、本庄千景（朝日奈丸佳）、塚原雫（芝崎典子）
3. ↑  茜屋日海夏、芹澤優、久保田未夢、山北早紀、澁谷梓希、若井友希、牧野由依、渡部優衣、真田アサミ、斎賀みつき、赤﨑千夏、佐藤あずさ、田中美海、大森日雅、山下七海、伊達朱里紗、大地葉、山田唯菜、朝日奈丸佳、山下誠一郎、小林竜之、土田玲央
4. ↑  古橋文乃（白石晴香）、緒方理珠（富田美憂）、武元うるか（鈴代紗弓）、桐須真冬（Lynn）、小美浪あすみ（朝日奈丸佳）
5. ↑  エレン・ミハイス（石原夏織）、ジェシカ・アーネート（朝日奈丸佳）、マイア・ゼムト（大野柚布子）、ノノ・イノータ（白石晴香）、シア・ミンシェン（宮本侑芽）、ヒムカ・ホウラ（鈴代紗弓）、カーサ・クルノア（嶺内ともみ）、シェリア・ニジェム（雨宮夕夏）
6. ↑  西園寺鞠亜（湯浅かえで）、橘カンナ（朝日奈丸佳）
7. ↑  ツバキ（夏吉ゆうこ）、サザンカ（根本京里）、アサガオ（鈴代紗弓）、リンドウ（小原好美）、ベニスモモ（山根綺）、ミズバショウ（石見舞菜香）、トウワタ（富田美憂）、ウイキョウ（朝日奈丸佳）、キキョウ（田中美海）、モクレン（羊宮妃那）、ツワブキ（広瀬ゆうき）、ホウセンカ（河野ひより）、シオン（長谷川育美）、スズラン（遠野ひかる）、アジサイ（古賀葵）、フキ（南真由）、イタドリ（七瀬彩夏）、ウメ（和多田美咲）、ヒギリ（貫井柚佳）、スズシロ（高田憂希）、ハス（佳原萌枝）、ドクダミ（川井田夏海）、アオギリ（小市眞琴）、シャクヤク（土屋李央）、スミレ（ファイルーズあい）、アザミ（朝井彩加）、タンポポ（井上ほの花）、タチアオイ（市ノ瀬加那）、ヒグルマ（峯田茉優）、ハギ（近藤玲奈）、カゲツ（会沢紗弥）、ホトトギス（幸村恵理）、ムクゲ（伊藤彩沙）、ヒナギク（高野麻里佳）、キブシ（長縄まりあ）、オニユリ（大地葉）
8. ↑  華園しゅうか（朝日奈丸佳）、ガァララ・ス・リープ（黒沢ともよ）、地獄ミミ子（上田麗奈）
9. ↑  雨宮夕夏、藤本彩花、和泉風花、朝日奈丸佳